# Silvestr
Silvestr (v některých jazycích a dříve také v češtině Sylvestr) je mužské křestní jméno latinského původu (latinsky silva – les, silvestris – lesní, tedy „muž z lesa“). Podle českého a slovenského kalendáře má svátek 31. prosince (protože 31. prosince 335 zemřel papež Silvestr I.), tedy na konci roku, proto na tento den připadají silvestrovské oslavy. Ženským protějškem je Silvie.

## Statistické údaje
Následující tabulka uvádí četnost základní varianty jména Silvestr v ČR a pořadí mezi mužskými jmény ve srovnání roků, pro které jsou dostupné údaje MV ČR – lze z ní tedy vysledovat trend v užívání tohoto jména:
| Rok       | Četnost    | Pořadí     |
| 1999      | 561        | 204.       |
| 2002      | 534        | 205.       |
| 2006      | 482        | 250.–251.  |
| 2007      | 472        | 259.       |
| 2009      | 454        | 280.       |
| 2016      | 393        | 618.       |
| Porovnání | o 168 méně | o 414 hůře |

Změna procentního zastoupení jména mezi žijícími muži v ČR (tj. procentní změna se započítáním celkového úbytku mužů v ČR za sledované roky 1999–2009) je −19,1 %, což svědčí o značném poklesu obliby tohoto jména.
Poznámka: Do statistiky nebyly započítány další, řídce se vyskytující varianty (6× Sylvester, 4× Silvestru) a nemohou být započítány ani dvojjmenné entity, které lze používat od r. 2000 a které jsou v žebříčku uváděny samostatně (z nich nejčastější 4× Tomáš Silvestr, 2× Milič Silvestr).

## Známí nositelé jména

### Duchovní
- Silvestr – ruský protopop
- Silvestr Hetzer – opat cisterciáckého kláštera v Plasích
- Silvestr I. – papež katolické církve
- Silvestr II. – papež katolické církve
- Silvestr III. – papež katolické církve
- Silvestr Braito – dominikánský teolog

### Ostatní jména
- Silvester Ács – slovenský a československý politik KSS z regionu Šaľa, poslanec FS za normalizace
- Silvestr Bláha – český voják a odbojář
- Sylvester Stallone – herec
- Sylvestr Krnka – puškař a vynálezce

### Příjmení (včetně variant)
- James Joseph Sylvester – anglický matematik
- Jakub Sylvestr – slovenský fotbalista

### Jiné
- Sylvester (kráter) – kráter v blízkosti severního pólu Měsíce
- Catena Sylvester – měsíční údolí
- Silvan – římský bůh lesů a stád